# حمام خان (كاشان)
حمام خان (بالفارسية: حمام خان) هو حمام تاريخي يعود إلى الدولة الزندية، ويقع في كاشان.